# 인도산업연합

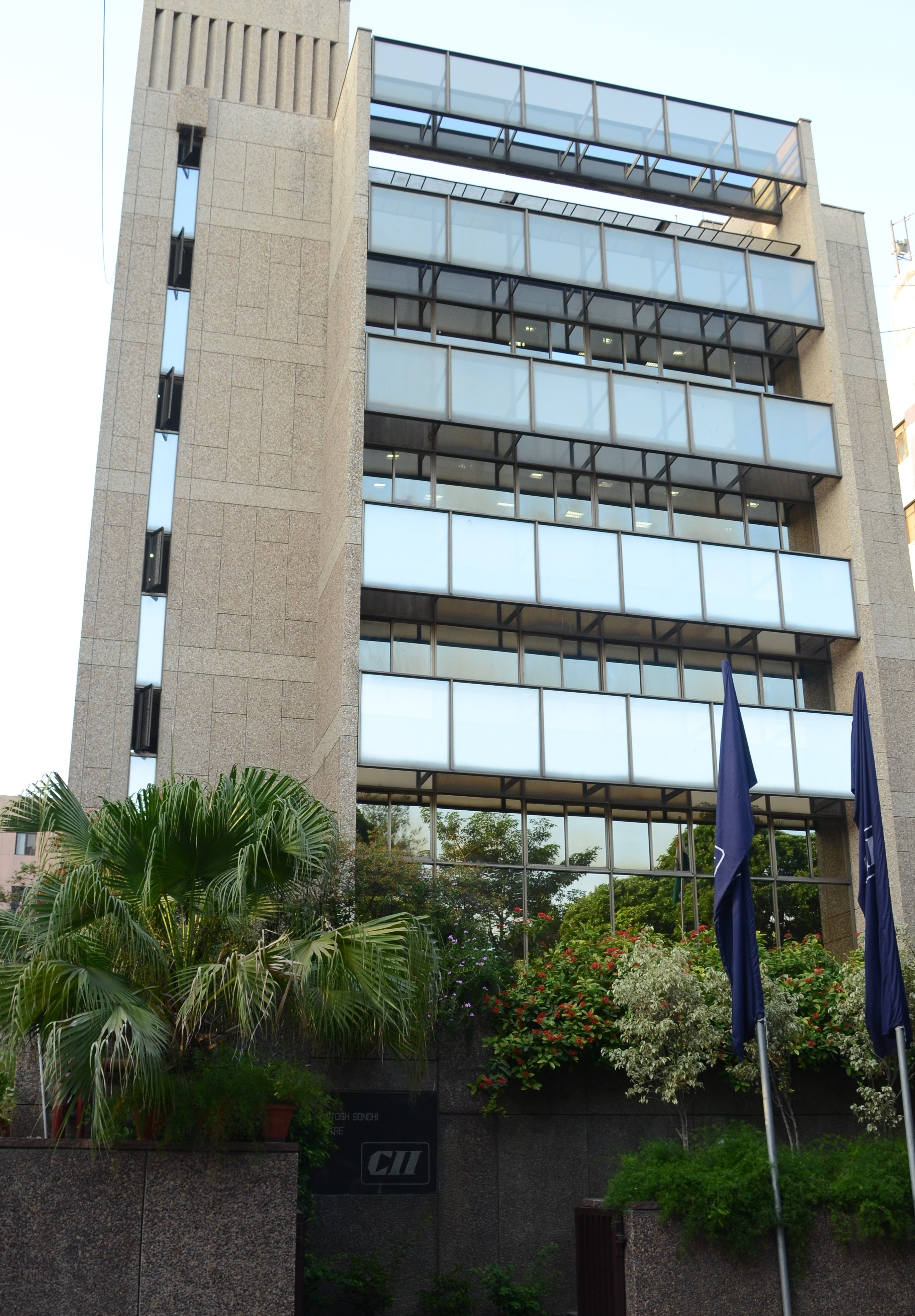

인도산업연합(Confederation of Indian Industry;CII)는 인도에 소재한 기업 연합 조직이다. 비영리 조직이자, 비정부 기구이며 산업체가 조직 운영을 주도한다.
인도산업연합은 기업에 대한 자문 및 상담 업무를 수행함으로써, 인도 산업의 지속적인 진흥을 위한 환경의 조성과 창출을 위한 일을 수행한다.  뉴 델리에 헤드쿼터를 두고 있다.

## 역할
인도산업연합은 인도 정부와 긴밀히 협조해 나가면서, 정책 이슈 조정, 경제 효율성 증대, 사업 기회 확대 등의 변화를 유도해 나가고 있다. 이 역할 수행 시 인도산업연합이 제공하는 다방면의 서비스 및 해외 연계망을 활용하고 있다. 또한 산업 분야별 콘센서스 형성과 네트워킹 제고를 위한 플랫폼도 제공하고 있다. 기업에 대한 긍정적인 이미지 제고에 매우 힘쓰고 있으며, 기업-사회간 관계 향상 프로그램 운영에 조력을 주고 있다. 또한, 인도산업연합은, 정부 고위 당직자 등과 교류하면서 방대한 연구 업무를 진행해나가며, 출판물, 세미나 및 행사 등을 통해 연구 결과도 발표하고 있다.

인도에는 57 개의 사무소가 있다. 오스트레일리아, 오스트리아, 중국, 프랑스, 일본, 싱가포르, 영국, 미국에 7개의 해외 사무소가 있다. 세계 101여개 국의 240여개의 조직과 관계를 맺고 있다. 인도산업연합은 인도 산업 및 국제 비지니스 커뮤니티에 대한 레퍼런스 포인트 역할을 하고 있다.